# Monnaie byzantine
Pour les articles homonymes, voir Monnaie (homonymie).

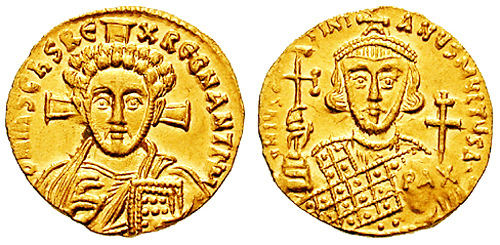
Solidus de Justinien II, d’un poids de 4,42 gm, frappé à Constantinople en 705.

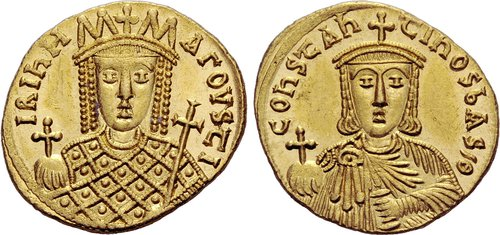
Solidus d’Irène et de son fils Constantin VI, d’un poids de 4,47 gm, frappé entre 793 et 797.

La monnaie byzantine, utilisée dans l’Empire romain d’Orient après la chute de Rome en 476, reposait sur deux types de pièces : le solidus (pl. solidi) d’or qui sera appelé nomisma (pl. nomismata) lorsque le grec remplaça le latin comme langue d’administration, et diverses pièces de bronze. Les pièces d’argent, absentes au début de l’empire en raison de la difficulté de fixer leur parité avec l’or, ne firent leur apparition que vers la fin de l’empire.
Ce système monétaire, dans lequel le nomisma sera remplacé par l’hyperpère sous Alexis Ier, devait perdurer jusqu’à la chute de Constantinople en 1453 de façon relativement stable, sauf vers la fin de l’empire lorsque la dévaluation de la monnaie d’or força à remplacer l’or par l’argent et à créer des pièces de cuivre se dépréciant rapidement. 
Après sa création sous Constantin Ier, le système fut réformé à plusieurs reprises, les principales réformes ayant lieu sous Anastase Ier (r. 491 – 518), Alexis Ier (r. 1081 – 1118) et Andronic II (r. 1282 – 1328).

## Les monnaies d’or

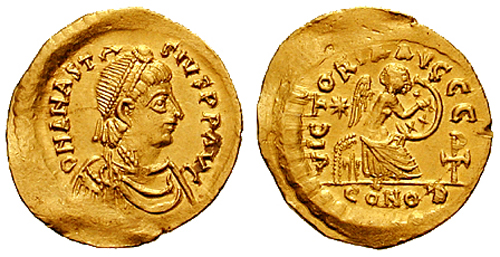
Semissis d’Anastase Ier (2,25 g).

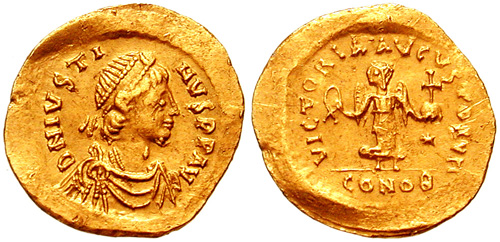
Tremissis de Justin Ier.

Frappé pour la première fois à l'atelier de Trèves vers 310, le solidus était une monnaie d’or créée par Constantin Ier (r. 306 – 337) pour financer son armée; il remplaça l’aureus ou denier d’or qui avait jusque-là été la monnaie officielle de l’empire. Valant à la fin du IVe siècle 1/72e de livre, d’une pureté de 24 carats et pesant 4,5 g, il restera le pivot du système monétaire byzantin pendant dix siècles et servira longtemps de monnaie d’échange autour de la Méditerranée jusqu’à ce qu’il soit concurrencé par le dirham d'argent arabe, puis par les devises des républiques italiennes, Venise (sequin), Gênes (genovino) et Pise.
Aux VIe et VIIe siècles, on frappa également des solidi d’un poids d’environ 3,96 g portant une marque particulière. On ignore à quel usage ils étaient destinés. Les chercheurs ont donné des explications diverses : paiement de tribut après une défaite militaire, commerce avec l’étranger ou essais techniques dans le cadre d’une réforme des pièces de bronze.
Sous Théodose (r. 379-395), la création du demi-solidus, dit semissis, et surtout du tiers de solidus, ou trémissis (1,5 gramme d'or), abondamment frappé, rendit l'or plus accessible aux particuliers et augmenta sa diffusion dans les circuits économiques . Ces deux pièces seront frappées à Constantinople jusque sous Michel Ier (r. 811-813) et à Syracuse jusque sous Basile Ier (r. 867 -886).
Nicéphore II Phocas (r. 963-969) mena de nombreuses campagnes contre les Arabes. Pour financer celles-ci, il créa une nouvelle pièce appelée tetarteron. Quoiqu’échangée au pair avec le nomisma dans les transactions officielles, elle était de 1/12e plus légère que celui-ci et servit probablement à payer les vétérans inactifs, . Pour distinguer les deux pièces, on appela le nomisma lourd : « nomisma histamenon » ou “nomisma standard”. Divers numismates ont avancé l’hypothèse que cette réduction lui donnait un poids semblable au dinar fatimide et facilitait ainsi le commerce international. Le tetarteron sera utilisé jusqu’en 1092 alors qu’il sera remplacé par une pièce de cuivre du même nom ayant cours jusqu’au milieu du XIIIe siècle.

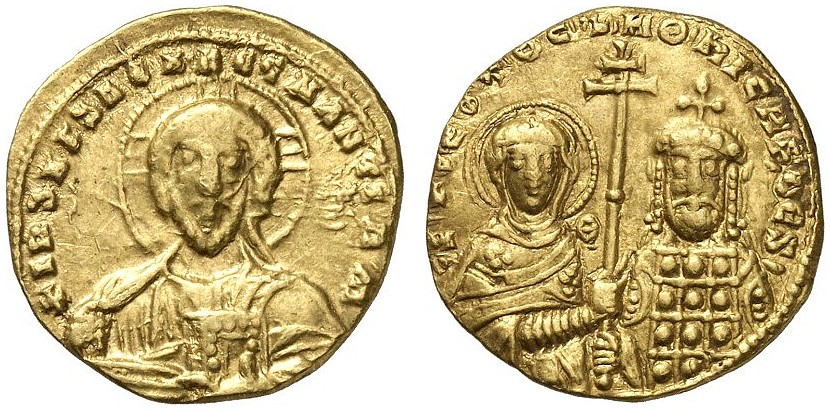
Tetarteron de Nicéphore II Phocas (4,10 g.).

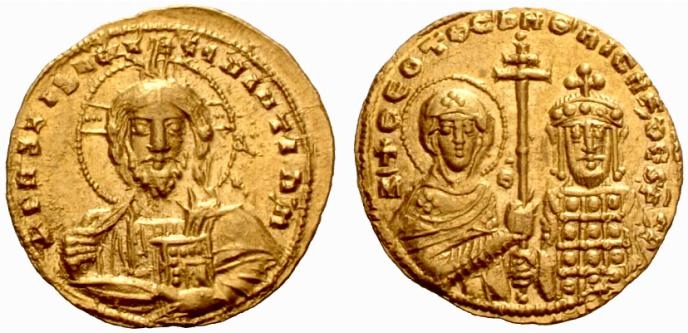
Histamenon de Nicéphore II Phocas (4,42 g.).

Si le nomisma « lourd » et le nomisma « léger » avaient la même apparence au départ, ils prirent des formes différentes sous l’empereur Basile II (r. 976-1025) alors que le tetarteron devint plus petit et plus léger et que l’histamenon devint plus gros et plus épais. Sous l’empereur Constantin VIII (r. 1025-1028) l’apparence des deux pièces commença également à se modifier. Alors que le nomisma originel avait un diamètre de 20 mm, le tetarteron n’avait plus qu’un diamètre de 18 mm et un poids de 3,98 g. alors que l’histamenon atteignit un diamètre de 25 mm en prenant une forme concave dite « skyphate », du nom du skyphos, vase à boire courants chez les Grecs et les Romains. Une gamme d’hypothèses a été avancée concernant l’origine de cette forme particulière qu’adopteront plus tard les monnaies d’électrum (alliage or et argent) et de billon (alliage argent et cuivre). L’hypothèse la plus vraisemblable est  qu’elle rendait les pièces plus faciles à empiler.
Jusqu’au début du XIe siècle le nomisma (tant l’histamenon que le tetarteron) demeurera d’une relative pureté, son contenu en or variant entre 23 et 23,5 carats. À partir de l’empereur Michel IV (r. 1034 – 1041), né dans une famille de changeurs en Paphlagonie et ayant lui-même exercé ce métier avant d’épouser l’impératrice Zoé , on assista à une dévaluation progressive de la valeur de la monnaie byzantine par l’affaiblissement de son contenu en or.
D’abord lente, cette dévaluation s’accéléra progressivement. D’une pureté de 21 carats (87,5% pur) sous Constantin IX (r. 1042-1055), on passa à 18 carats (75% pur) sous Constantin X (r. 1059-1067),  à 16 carats (66,7% pur) sous Romain IV (r. 1068-1071), à 14 carats (58% pur) sous Michel VII (r. 1071-1078), à 8 carats (33 % pur) sous Nicéphore III (r. 1078-1081) et de 8 à près de 0 carats durant la première partie du règne d’Alexis Ier (r. 1081-1118). 
Au cours de la deuxième partie de son règne, Alexis Ier procéda à une réforme radicale de la monnaie. L’histamenon et le tetarteron disparurent pour être remplacés par une nouvelle pièce d’or, l’hyperpère (hyperpyron), pur à 90 %,  d’un poids de 4,45 g. et d’un diamètre légèrement moindre que l’ancien nomisma. 
L’hyperpère demeura en circulation jusqu’à la chute de Constantinople en 1453. Toutefois, il se déprécia considérablement après le rétablissement de l’empire en raison de la déperdition de son contenu en or jusqu’à ce que, sous les règnes conjoints de Jean V et de Jean VI (1347-1353), il cesse d’être frappé,.

## Les monnaies d’argent

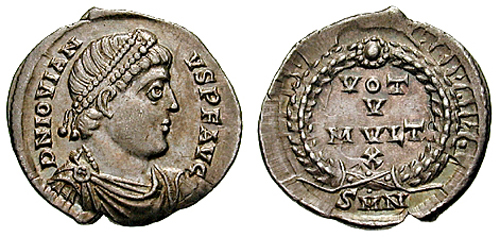
Silique de Jovien (363-364).

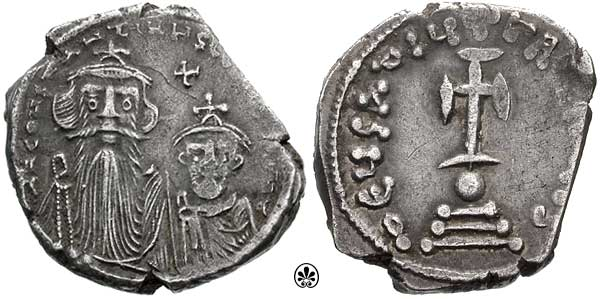
Hexagramme de Constant II et de Constantin IV.

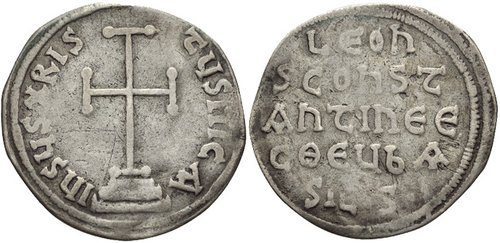
Reproduction du premier miliaresion frappé par l’empereur iconoclaste Léon III pour célébrer le couronnement de son fils Constantin V; noter l’absence de figure humaine remplacée par la croix.

Pendant longtemps l’argent ne joua qu’un rôle d’appoint dans le système monétaire byzantin, la valeur de ce métal fluctuant trop régulièrement par rapport à l’or. La silique fut une petite monnaie romaine d'argent dont la frappe commença au IVe siècle de notre ère. Créée sous le règne de Constantin Ier pour rétablir un système monétaire datant d’Auguste, la silique appelée keration (pluriel keratia) dans l’empire byzantin avait un poids de 2,24 grammes d'argent soit la moitié d'un solidus d'or. L’empereur Heraclius (r. 610–641), fit frapper en 615 une pièce d’argent, appelée « hexagramme » pour répondre aux besoins de sa guerre avec l’empire sassanide, se servant pour ce faire de plats confisqués aux églises. D’un poids de 6,84 g. elle valait 1/12 de solidus, fut utilisée sous son successeur Constant II, mais disparut progressivement à partir de Constantin IV (r. 668–685), .
Sous Léon III (r. 717 – 741) apparut une nouvelle monnaie d’argent appelée miliaresion parce que lors de sa première apparition au IVe siècle elle valait 1000 nummi (une petite monnaie de cuivre de l’époque). Frappée pour célébrer le couronnement de son fils Constantin comme coempereur en 720 et modelée sur le dirham arabe, elle valait 1/12e nomisma et comblait le vide entre le nomisma d’or et le follis de cuivre, ce dernier s’échangeant alors à 288 pour un nomisma.

## Les monnaies de cuivre

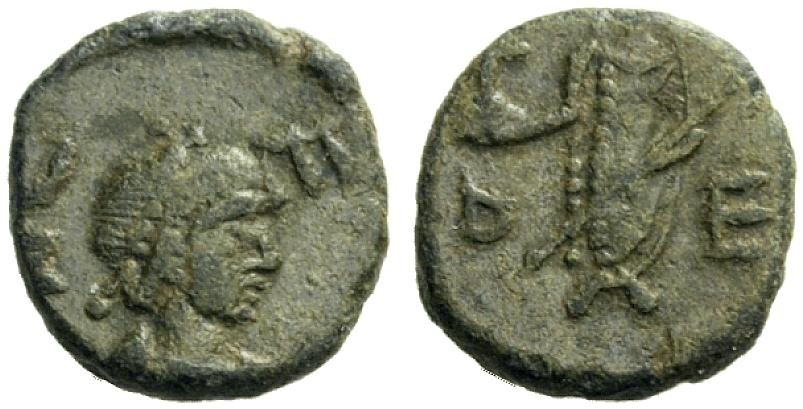
Nummus de Léon Ier (457 - 474) 0,91 g.

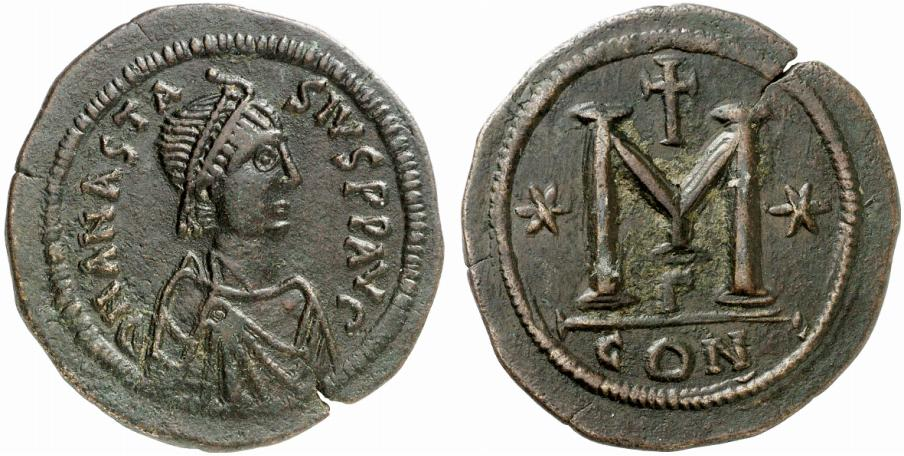
Pièce de 40 nummus (K) d’Anastase Ier (512-517) 17,50 g.

Vers 294, pendant la tétrarchie, une nouvelle pièce de monnaie en bronze mesurant trois centimètres de diamètre, apparut : le nummus (du latin signifiant « pièce de monnaie », pl. nummi). Il s’agissait d’une très petite pièce de bronze d’un diamètre de 8 à 10 mm, pesant 0,56 g. Sa valeur était officiellement de 1⁄7200  solidus en or, mais se transigeait généralement entre 1⁄6000 et 1⁄12000. Nécessaire pour les petites transactions, son peu de valeur la rendait toutefois peu utile. Aussi l’empereur Anastase, lors de sa réforme (voir plus bas) interrompit la circulation des pièces d’un nummus et introduisit des multiples, avec des dénominations de quarante nummi (aussi connue sous le nom de follis), vingt nummi (semifollis) et dix nummi (decanummium, δεκανούμμιον), leur valeur étant représentée par le numéral grec : M = 40; K = 20; I = 10; E = 5.
Au VIIe siècle la pièce de 40 nummi ou follis était la seule encore en existence, mais son volume avait été considérablement réduit. Justinien II (r. 685-695 et 705-711) tenta de ramener son volume à ce qu’il était sous Justinien Ier, mais bientôt celui-ci décrut à nouveau. Jusqu’alors, le follis portait à l’avers le portrait de l’empereur. À partir du Xe siècle, on frappa des follis « anonymes » qui portaient le buste du Christ avec la mention XRISTUS/BASILEU/BASILE (Christ, Roi des rois).
Sous Alexis Ier apparaitra le staminum, fait de billon (alliage argent et cuivre), et valant 1/48e d’hyperpère. Comme l’histamenion, il prendra la forme skyphate.

## Les réformes du système monétaire

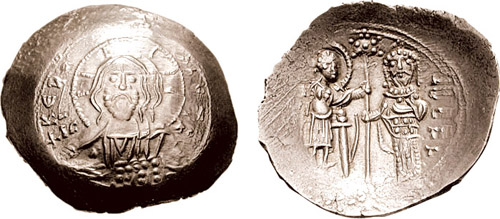
Nomisma histamenion d’Alexis Ier avant la réforme monétaire de 1092.

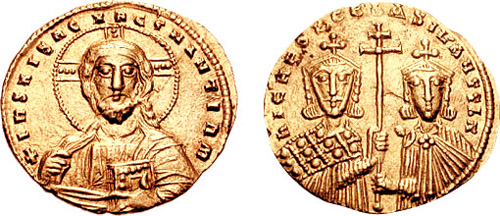
Nomisma histamenion représentant Nicéphore II et son beau-fils, le futur Basile II.

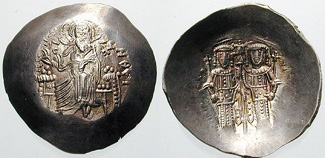
Aspre trachy d’ Alexis III (1195-1203), 4,97 g. À remarquer la forme « skyphate ».

Diverses réformes affectèrent le système monétaire byzantin auxquelles il a été fait allusion précédemment. Les principales sont les suivantes.
Dioclétien parvint à stabiliser la situation politique et militaire, mais l'inflation galopante persista. Fin 294, il procéda à une réforme monétaire, diminuant l'aureus d'Aurélien, qui passa de 1/50 à 1/60 de livre d'or, et créant de nouvelles monnaies : l’argenteus ou denier d'argent à 1/96e de livre d'argent, de même qualité que l'ancien denier de Néron, et trois monnaies de bronze dont une avec un faible pourcentage d'argent, le follis ou nummus. Au IIIe siècle toutefois, la valeur de la monnaie romaine était tombée à néant avec comme résultat une hausse phénoménale des prix et un retour à l’économie de troc, surtout en Occident. Constantin, qui avait dépensé tout son capital pour devenir le seul maitre de l’empire dut à son tour déprécier le solidus qui passa de 1/60 à 1/72 de livre d’or, .
Le début de ce que l'on appelle proprement "monnaie byzantine" commença avec la réforme monétaire d'Anastase Ier (r. 491-518) en 498. Trente ans après les ruineuses expéditions de Léon Ier (r. 457 – 474) contre les Vandales et après avoir réussi à vaincre la révolte des Isauriens, Anastase s’attaqua à la réforme des finances publiques. Avec l’aide de son comte des largesses sacrées, il abolit d’abord certains impôts et substitua des paiements en argent à ceux qui pouvaient encore être acquittés en nature. Pour faciliter les échanges, il conserva la pièce d’or, le solidus,  mais abolit la pièce de bronze, le nummus, qui n’avait pratiquement plus de valeur, pour la remplacer par des dénominations clairement affichées et liées à la monnaie d’or : 5, 10, 20 et 40 nummi. Évalué à 288 pour un nomisma, le nummus/follis équivalait au prix d’une miche de pain .
La période de 610 à 780 vit une diminution importante du commerce de l’empire. Si le volume des pièces d’or et d’argent (nomisma et miliaresion) servant surtout au grand commerce et équivalent aux dinars et dirhams arabes se maintint, le volume de pièces de bronze décrut substantiellement. Le follis de bronze devint plus rare et les plus petites dénominations disparurent; or celles-ci étaient précisément celles avec lesquelles se faisait le commerce quotidien et avec lesquelles les citoyens payaient leurs impôts. Le troc refit son apparition ainsi que les paiements en nature . 
Lors de la mort de Romain II, l’empire était en guerre et son successeur, Nicéphore II Phocas (r. 963 – 969) devait financer des campagnes militaires tant en Orient qu’en Occident. Pour y parvenir, il dut exercer une politique fiscale rigoureuse en réduisant les largesses de la cour et mettant fin aux exemptions d'impôts du clergé. Pour réduire les dépenses, il créa un nouveau nomisma, le tetarteron, d’un douzième plus léger que le nomisma officiel, mais étant comptabilisé au pair pour les paiements de l’État. Il est vraisemblable que celui-ci ait été utilisé pour payer les soldats inactifs des anciens thèmes dont Nicéphore n’avait pas besoin pour ses campagnes. En dépit de son poids moindre le nouveau tetarteron ne nuisit pas au commerce, car sa valeur en or demeurait la même et que de toute façon, les nomismata se transigeaient au poids pour compenser les pertes de métal précieux dues à l’usure .
Traditionnellement, le solidus devenu nomisma avait une valeur de 24 carats. À partir des années 1030 et de l’empereur Michel IV, sa valeur commença à diminuer. Constantin VIII (r. 1025 – 1028) réduisit la valeur en or de 24 à 18 carats, la première dépréciation monétaire depuis le IIIe siècle. De même lorsque Alexis Ier prit le pouvoir, il dut d’abord déprécier la valeur du nomisma pour payer l’armée levée pour faire face à Robert Guiscard en 1082. Si bien que lorsqu’il entreprit de réformer la monnaie sa valeur en or était réduite à 2 carats. Tirant parti du répit que lui laissait la guerre contre les Seldjoukides, il profita du couronnement de son fils Jean pour célébrer l’évènement en remplaçant le nomisma par l’hyperpère (ou hyperpyron, signifiant « hyper-raffiné ») de même poids que le solidus, soit 4,45 g. avec un contenu en or de 20,5 carats. En même temps, il introduisit deux nouvelles pièces de monnaie: l’aspre trachy (tricéphale) valant 1/3 d’hyperpère fait d’électrum (alliage or et argent) et le staminum valant 1/48e d’hyperpère fait de billon (alliage argent et cuivre).
Enfin, l’empereur Andronic II qui avait hérité de son père, Michel VIII, un empire restauré mais dont les finances étaient à sec et l’économie asphyxiée par les guerres entre Venise et Gênes dut prendre diverses mesures pour faire face à une crise économique qui vit la monnaie d’or devenir un objet de thésaurisation. Il conserva donc l’hyperpère d’or dont la valeur ne dépassait plus les 5 carats et qui restera en circulation jusque dans les années 1350, mais créa une pièce d’argent, le miliaresion ou basilikon valant 1/12e d’hyperpère et le politikon/tornese fait de billon et valant 1/96e d’hyperpère. Le basilikon, copie du ducat vénitien continuera à circuler de 1304 à 1354. 
Due à la dévaluation constante de la monnaie byzantine, une dernière réforme aura lieu en 1367 sous l’empereur Jean V Paléologue : l'or n'est plus frappé par les ateliers byzantins et remplacé par l’argent, métal constituant le stavraton. Devenant la principale pièce de monnaie, il était plus lourd que les anciennes pièces d’argent, pesant 8,5 g. qui tombèrent progressivement à 7,4 g. et valait la moitié d’un hyperpère. Également en argent étaient les demi-stavraton (initialement 4,4 g. qui tomba à 3,7 g.) et le 1/8e de stavraton, appelé  doukatopoulon (en grec δουκατόπουλον, "petit ducat ») ou aspre qui pesait environ 1,1 g. Le quart de stavraton ne fut jamais frappé, étant remplacé par le ducat d'argent vénitien. On assista également à l’apparition du folaro valant 1/576e d’hyperpère.

## Iconographie

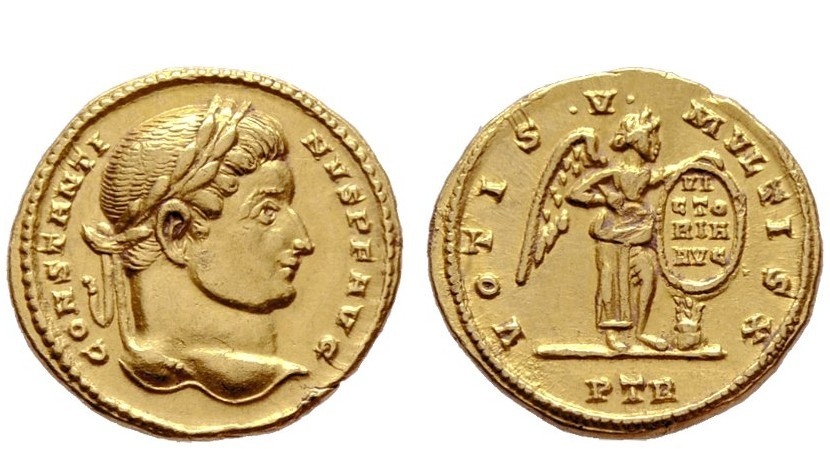
Aureus de Constantin Ier couronné de lauriers à la façon des empereurs romains ; au verso la victoire tenant un phylactère.

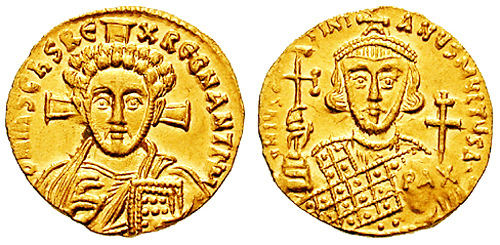
Solidus de Justinien II. À l’avers, un buste du Christ; au revers, l’empereur tenant un globe avec le mot PAX.

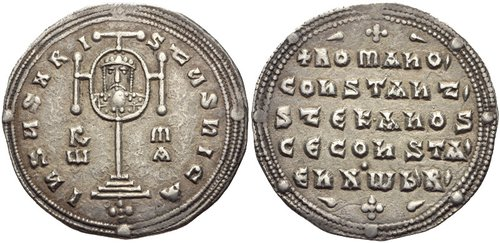
Miliaresion des années 931–944, montrant Romain Ier Lécapène à l’avers et listant les noms de Romain et de ses coempereurs au revers.

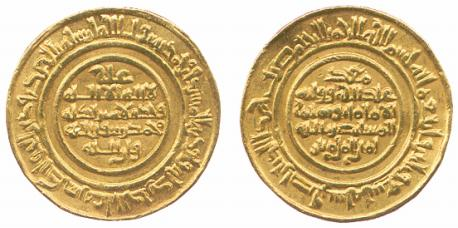
Dinar du calife al-Mustansir (1036-1094) (4,05 g.).

Les premières pièces perpétuaient la tradition romaine montrant à l’avers un buste de l’empereur de profil et au revers une scène appropriée. Bientôt toutefois, l’empereur sera représenté de face à l’avers alors que les scènes païennes seront remplacées par un symbole chrétien tel qu’une croix, la Victoire ou un ange. 
Sous Justinien II (r. 705-711), on inversera cette pratique, un buste du Christ apparaissant à l’avers et un portrait de l’empereur en pied ou en buste au revers. La première apparition du Christ sur une pièce de monnaie semble dater de l’empereur Marcien (r. 450-457) et être un solidus frappé alors qu’un sénateur romain, Flavius Valerius Marcianus, gouverna l’empire d’Orient au nom de l’empereur. La pièce semble représenter le Christ bénissant l’empereur  et son impératrice, Aelia Pulcheria. Cette pratique ne deviendra tradition que nombre d’années plus tard .
Il semble que ce soit cette innovation sous le règne de Justinien II qui ait conduit le calife Abd al-Malik, lequel avait jusqu’alors imité les pièces de monnaie byzantines, à remplacer les  symboles chrétiens par un style typiquement musulman où n’apparaissent que des lettres sur les deux faces. 
La pratique commencée sous Justinien II sera remise à l’honneur à la fin de la période iconoclaste et, avec des variations, demeurera la norme jusqu’à la fin de l’empire.